# Källfallet, Grängesberg

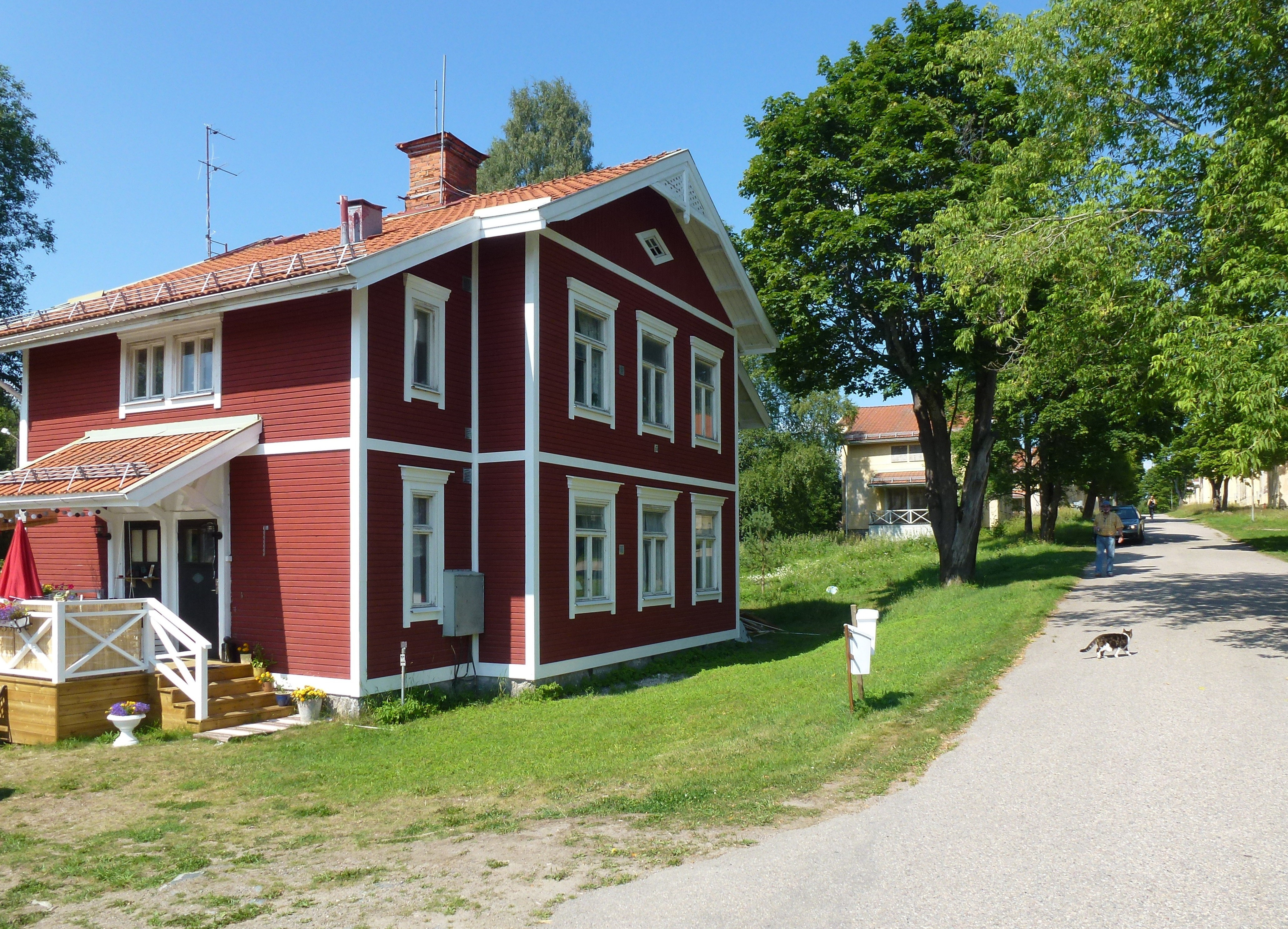
Källfallet, renoverat hus vid Björkallén 1D, juli 2014.

Källfallet ligger vid Björkallén i Grängesberg, Ludvika kommun. Bebyggelsen utgörs av ett kulturhistoriskt värdefullt bostadsområde längs en gammal bruksgata med arbetarbostäder som uppfördes 1896 efter engelskt mönster. Området blev stilbildande för liknande arbetarbostäder i Sverige och har betecknats som landets första folkhem. Efter många år av förfall och rivningshot har upprustningen och renoveringen av Källfallets byggnader påbörjats under år 2013. Området har klassats som riksintresse för kulturmiljövården.

## Bakgrund

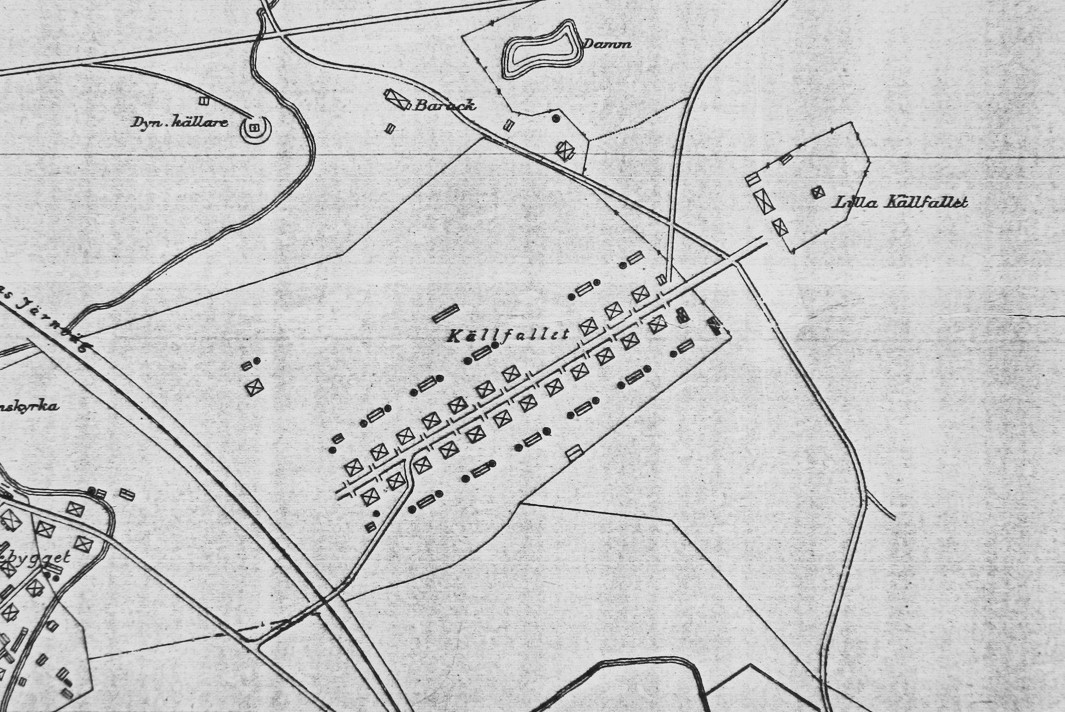
Gruvkontorets orienteringsritning över Källfallet 1908, norr är snett upp till höger.

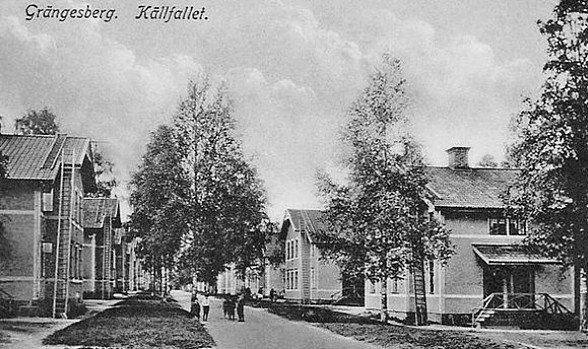
Källfallet omkring 1900, vy mot norr.

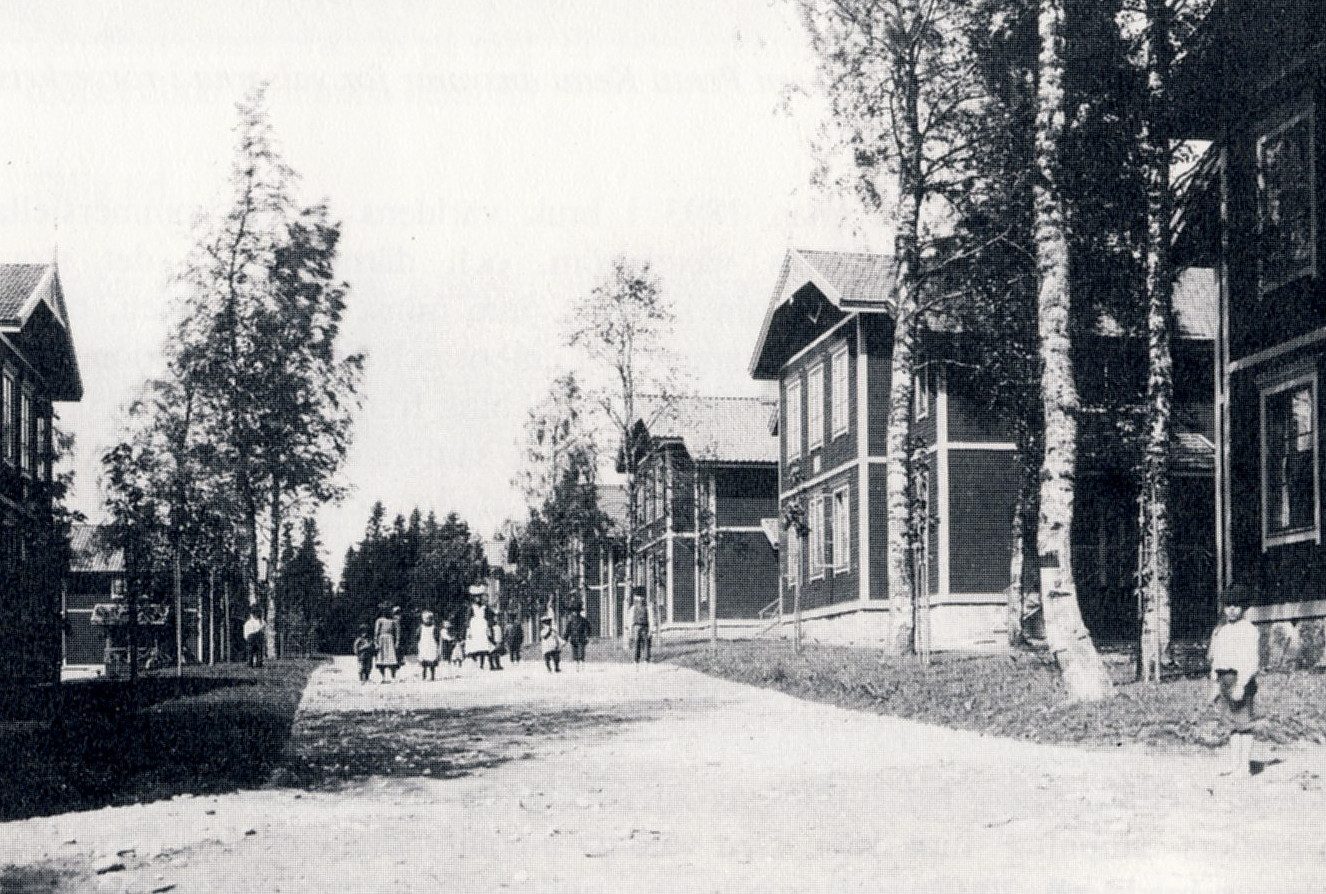
Källfallet omkring 1910, vy mot norr.

I slutet av 1800-talet blev Grängesbergs gruvor en av Sveriges största arbetsgivare. Människor strömmade till och trångboddheten blev stor. De gruvarbetare som hade sin bostad på annan plats ”pendlade”, det vill säga de vandrade hem på lördag eftermiddag och tillbaka på söndag kväll. Under veckan bodde de i närheten av gruvan i enkla baracker eller logement. 
För att råda bot på bostadsproblemen uppfördes två enhetliga områden med arbetarbostäder, Källfallet norr om samhället (klart 1896) och Stora Hagen längs Stora Hagvägen i centrala Grängesberg (klart 1898). I varje område byggdes 22 hus med fyra lägenheter i vardera. Medan Källfallet stod öde i många år och rustas upp först nu (2013), renoverades Stora Hagen redan 1989-1990. En av byggnaderna på Stora Hagen har iordningställts som museum och ingår i Ekomuseum Bergslagen. Hustypen och planeringen kom att stå som förebild för bruksbostäder i övriga Bergslagen, Stockholmsområdet och längs Norrlandskusten.

## Omgivningen
De 22 husen placerades på båda sidor om en rak, cirka 350 meter lång bruksgata (idag Björkallén) som sträcker sig i nord-sydlig riktning.  Söder om området passerade spåret för  Bergslagernas Järnvägar.  Dagens Ludvikavägen (riksväg 50) eller Björnhyttevägen (länsväg 604) fanns inte vid den tiden. Norr om bruksgatan låg ett mindre område som kallades ”Lilla Källfallet”. I direkt anslutning öster och söder om Källfallet reser sig idag Spendrups stora produktionsanläggningar.

## Arkitektur
Husen ritades vid gruvbolagets ritkontor och deras arkitektur anknyter till brukstraditionen i Bergslagen. Nytt och efter engelsk förebild var planlösningen där varje lägenhet fick sin egen entré från gatan. Husen är i två våningar och uppförda i trä. Taken är av typ sadeltak och täckta med taktegel. Fasadytan bestod ursprungligen av liggande träpanel, som rödmålades och försågs med vitmålade detaljer. Husen putsades senare med grovputs och avfärgades i ljus gul-beige kulör, troligen för att likna Stora Hagens putsade stenhus som uppfördes två år senare. 
Varje bostad omfattade cirka 50 kvadratmeter om ett rum och kök samt skafferi. Vid sekelskiftet 1900 ansågs att den ytan var tillräcklig för en arbetarfamilj. Till varje lägenhet hörde även vedbod och källare samt en liten trädgårdstäppa. Man hade utedass och gemensam brunn. Källfallet i Grängesberg betraktades som ett litet mönstersamhälle som besöktes av kung Oskar II och kronprinsen Gustaf (sedermera Gustaf V).

## Nedgång och rivningshot
Efter att Grängesbergs gruvor lade ner sin verksamhet 1989 stod Källfallet till stora delar tomt och öde. Ludvikahem som då ägde området, genomdrev trots protester  att vissa byggnader skulle rivas, vilket dock inte genomfördes.  Senare blev området privatägt och under 1990-talet inträffade flera konkurser. Efter ytterligare en konkurs år 2001 uppmanades kvarvarande hyresgäster att söka sig nytt boende. På hösten 2001 utsågs en tvångsförvaltare som skulle se till att området tömdes inom tre månader. Några hus ockuperades och polisen ingrep. Meningen var att riva hela området, nu började förfallet på allvar. Putsen ramlade från fasaderna, dörrar och fönster spikades igen med träskivor för att förhindra fler ockupationer och vandalisering. 
Under hösten 2010 framlade Ludvika kommun en "Fördjupning av översiktsplan för Källfallet-Grängesberg" med syfte att ändra och upphäva riksintresset för kulturmiljö som finns för planområdet. Enligt kommunen kan "därmed hela- eller delar av området rivas då husen är i dåligt skick och bedöms vara utom all räddning". Kommunens utredning (översiktsplan) vann laga kraft den 12 januari 2012.

### Bilder, området innan upprustningen år 2010

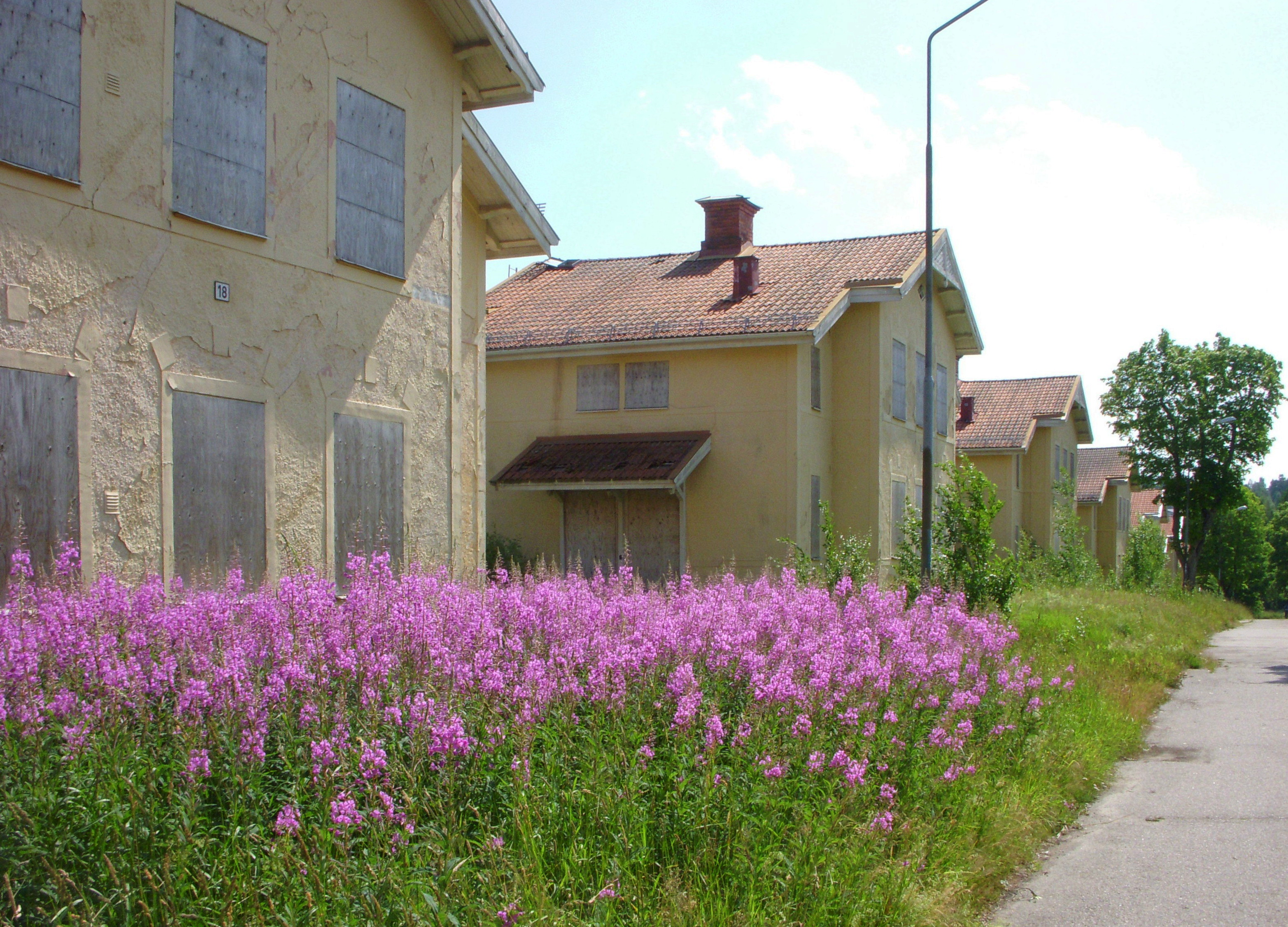
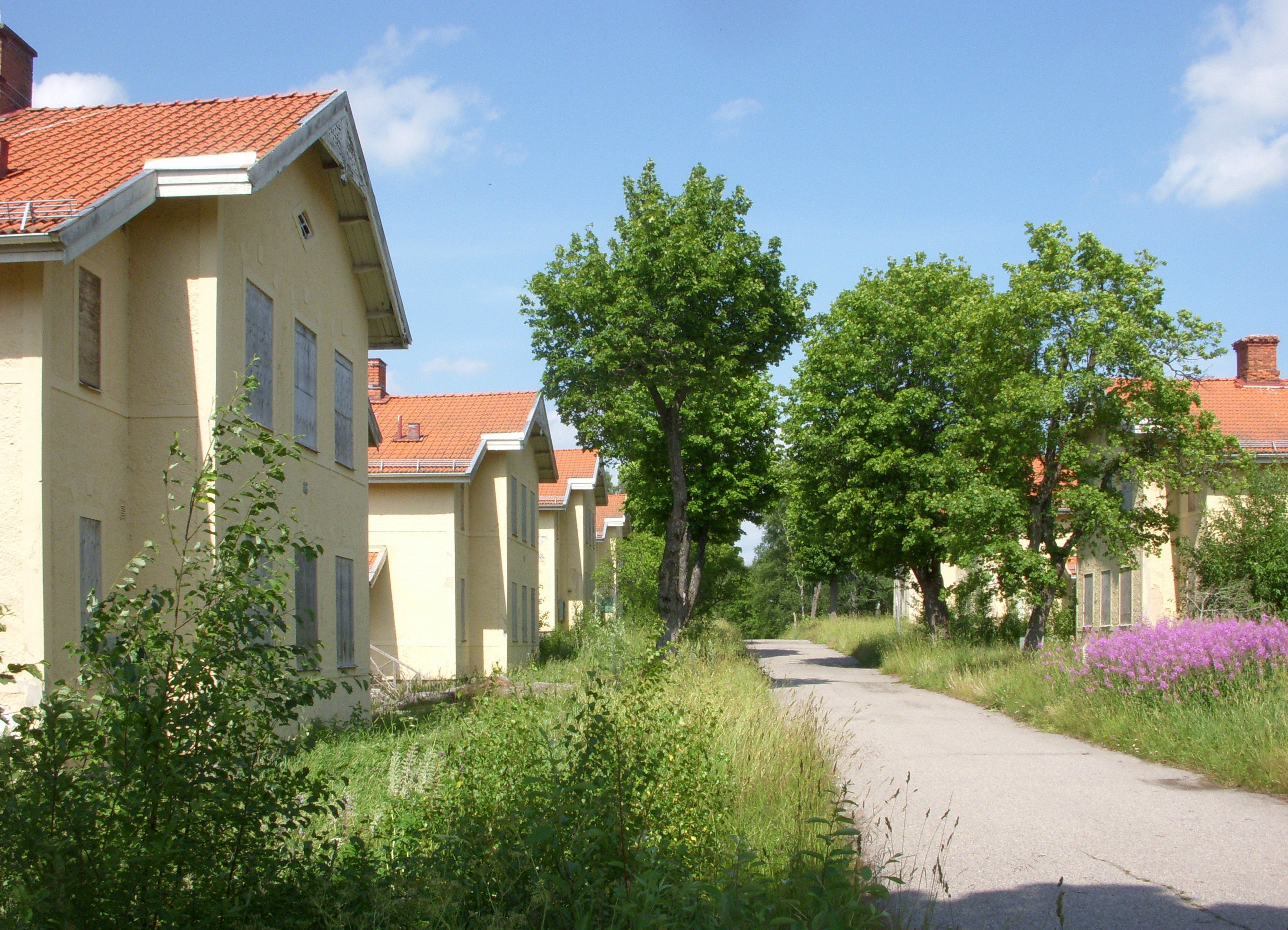
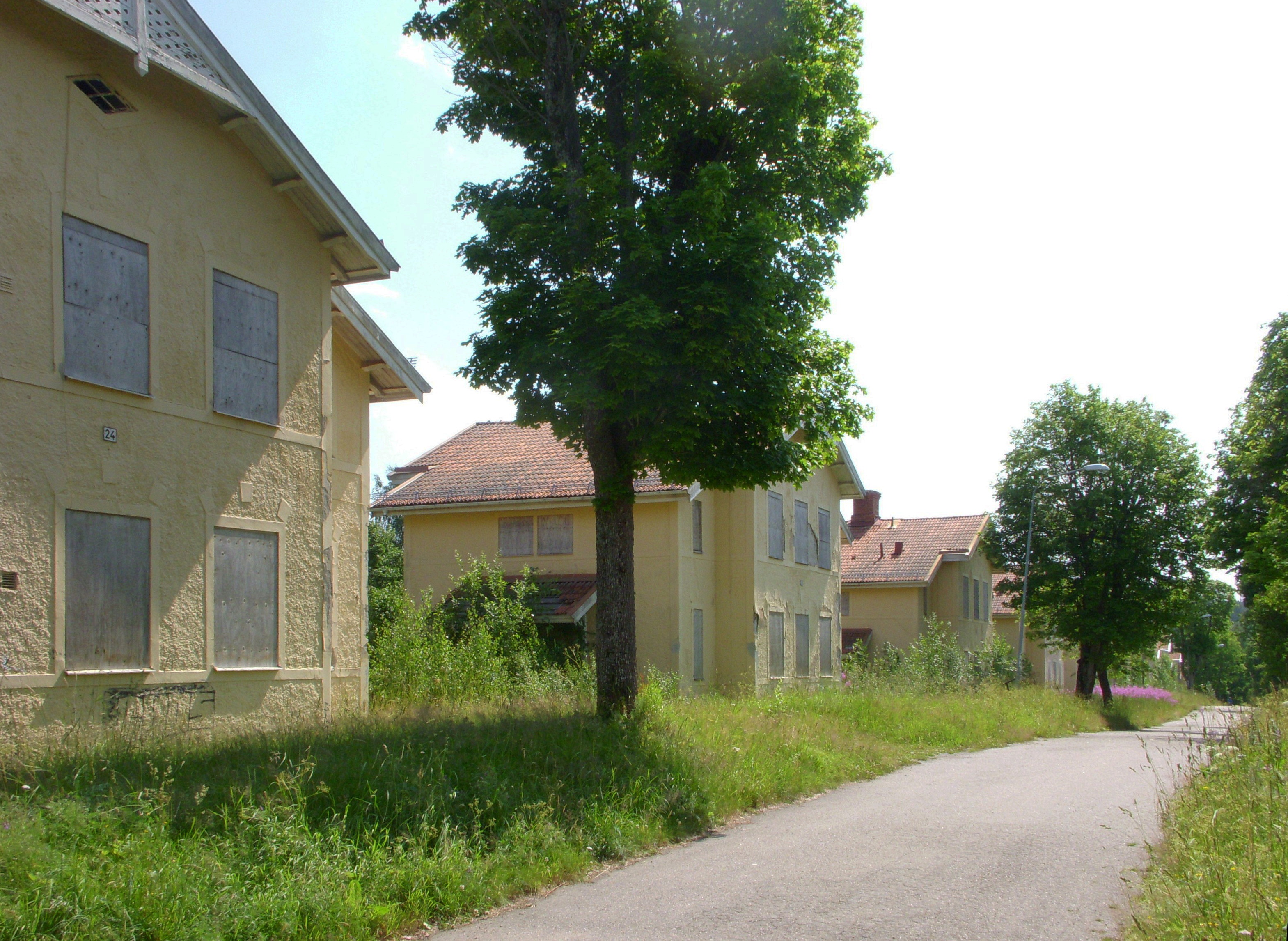
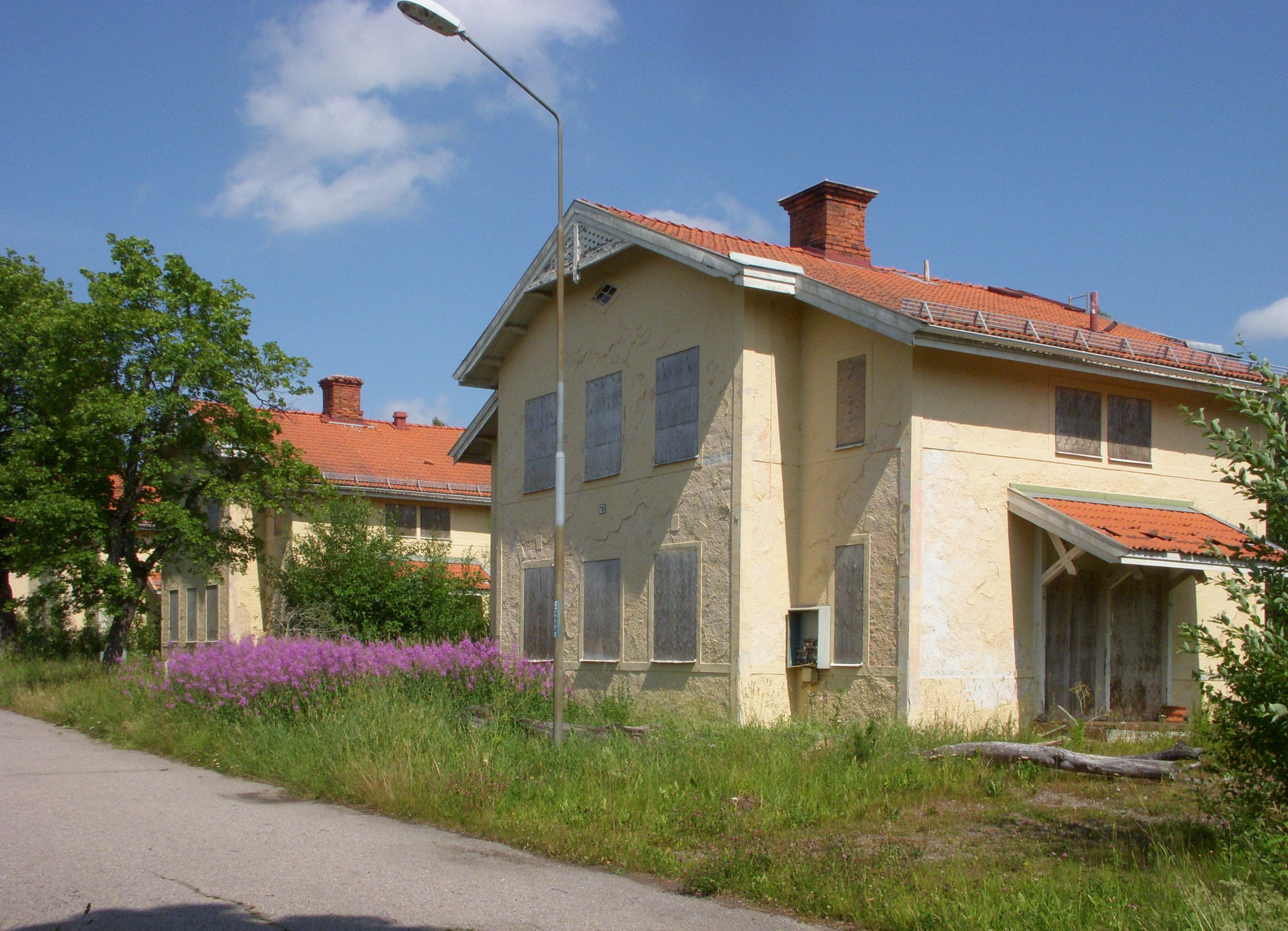

## Upprustning
År 2010 bildades Grängesbergs Byalag med uppgift  att försöka rädda Källfallet från rivning. I slutet av år 2012 blev föreningen ägare av Källfallet genom att Grängesbostäder överlät området till dem. Under år 2013 påbörjades en yttre uppsnyggning av området. Samtidigt började man att återställa de första husen exteriört till sitt ursprungliga skick med rödfärgade paneler och vita knutar. Ambitionen är att fasadputsen avlägsnas på samtliga hus, att den ursprungliga träpanelen tas fram och att Källfallet ser ut igen så som det var vid invigningen år 1896. Av den ursprungliga planlösningen med fyra lägenheter om ett rum och kök i varje hus finns bara två hus kvar. Numera är de ombyggda till tvåor, treor, femmor och sexor. Renoveringen beräknas kosta cirka en miljon kronor per hus.

### Bilder, upprustningen är påbörjad

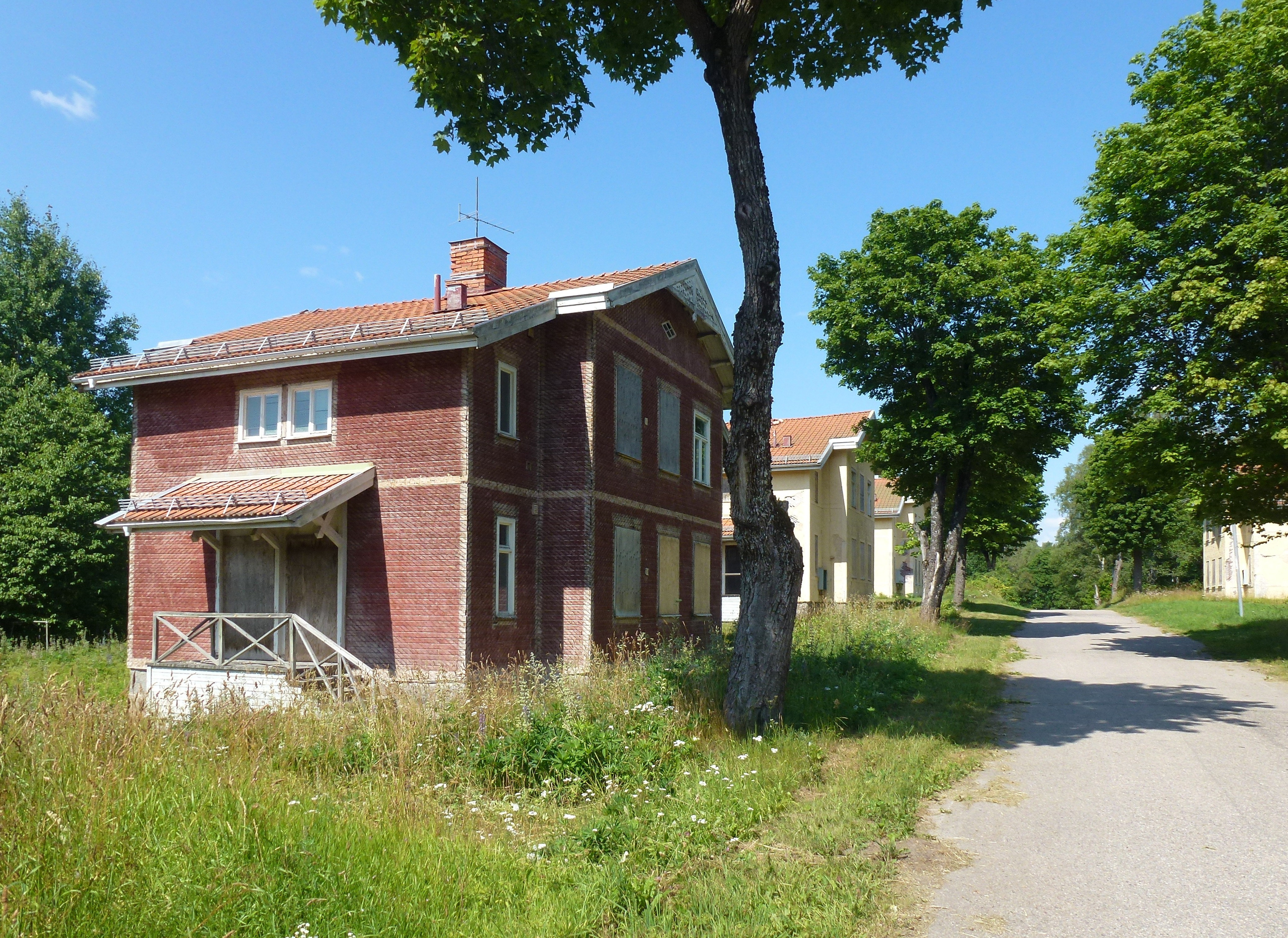
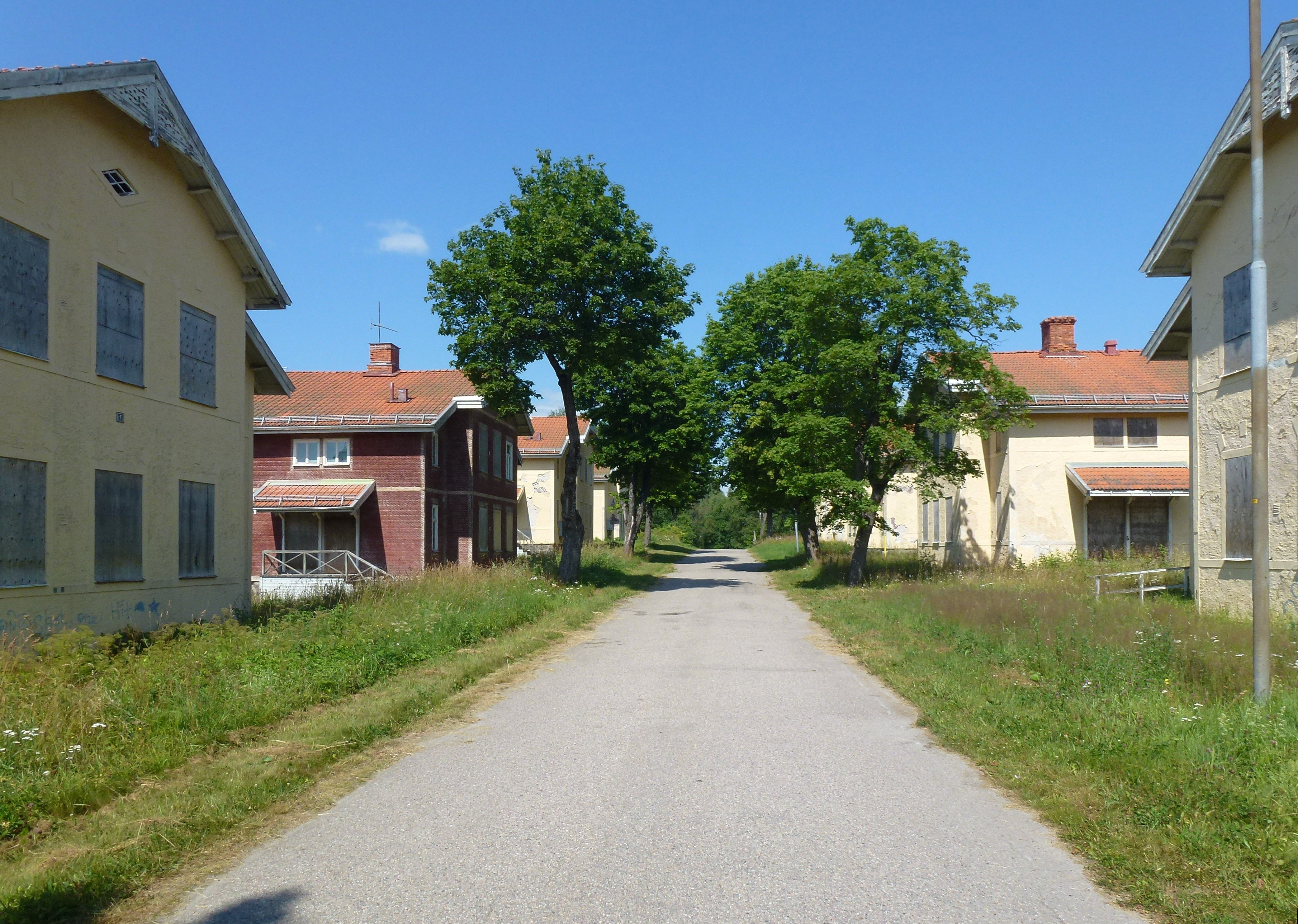
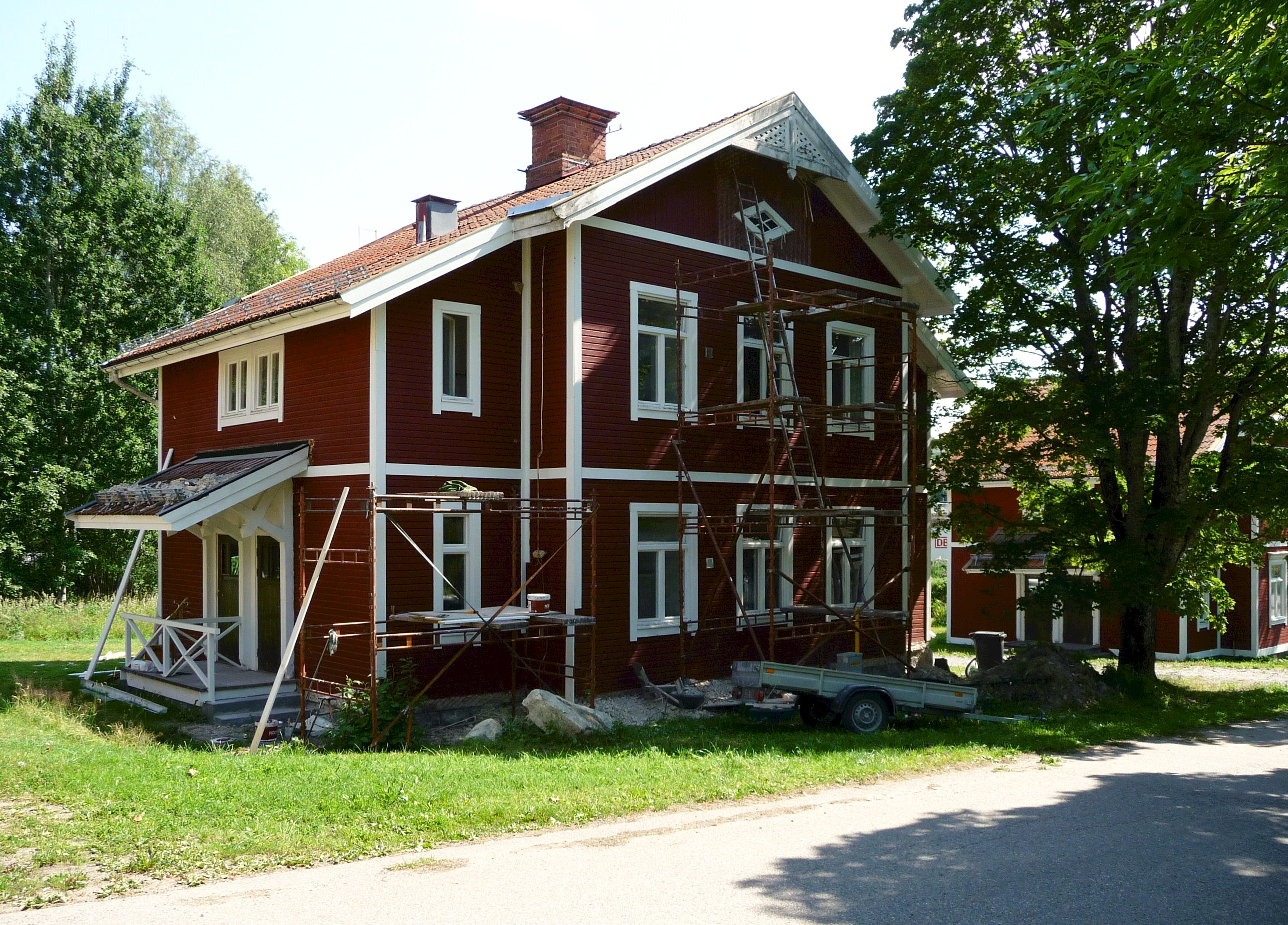
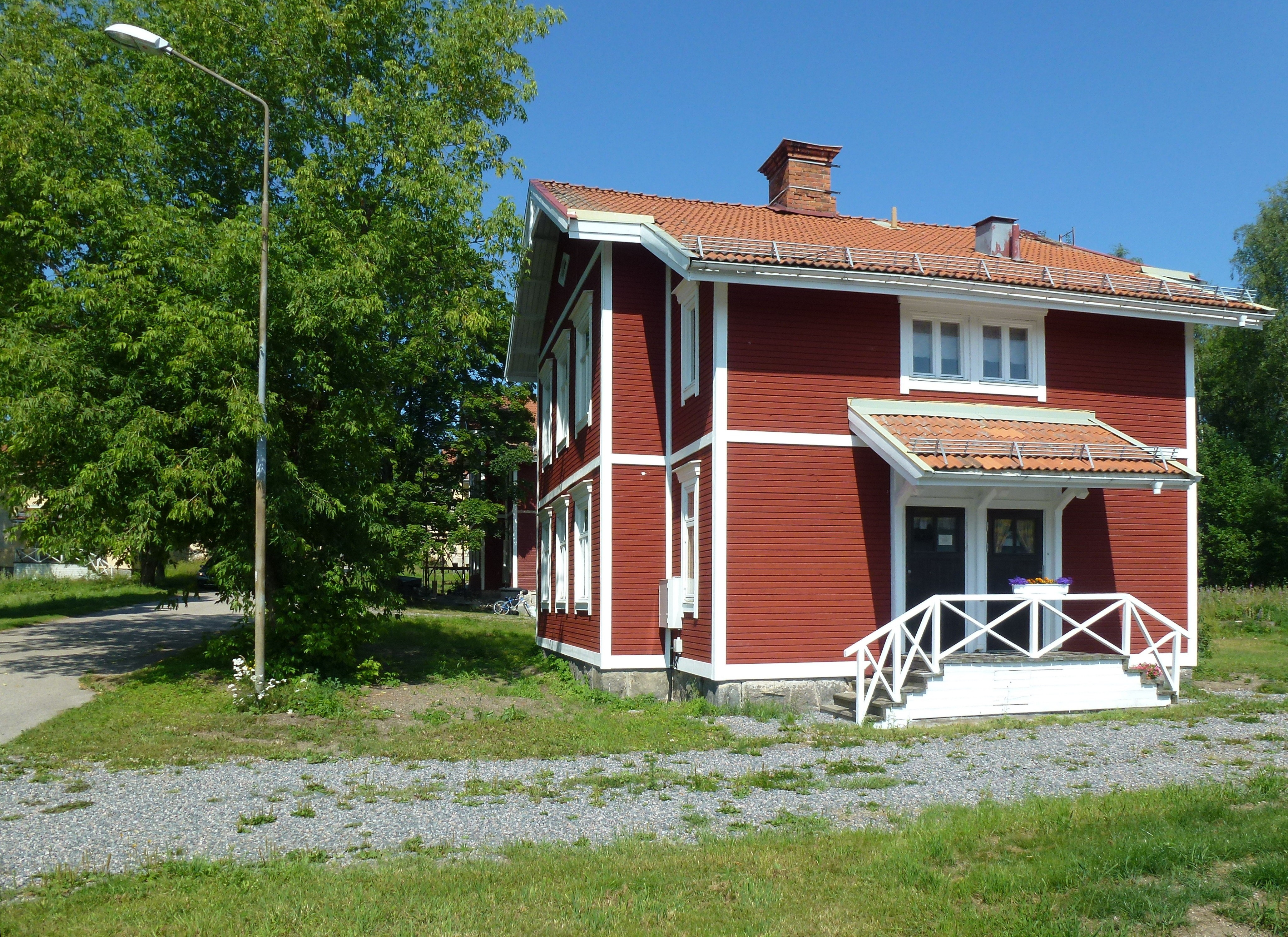